# Džo Pantolijano
Džozef Piter „Džo“ Pantoliano (engl. Joseph Peter "Joe" Pantoliano, rođen 12. septembra 1951) je američki filmski i televizijski glumac.
Proslavio se ulogama „podlih tipova“ - jednog od mafijaške braće Frateli u filmu Gunisi (1985), mafijaša Sizara u filmu Skok (1996), izdajnika Sajfera u filmu Matriks (1999), detektiva Tedija u filmu Memento (2000), mafijaša Ralfa Cifareta u seriji  Porodica Soprano i mnogih drugih. Pojavio se u više od 100 filmova i TV emisija, uključujući M*A*S*H i Njujorški plavci.

## Spoljašnje veze
- Joe Pantoliano на веб-сајту  (језик: енглески)
- Joe Pantoliano на сајту  (језик: енглески)
- Званични веб-сајт